# Wilhelmus Demarteau
Wilhelmus Joannes (Guillaume Jean) Demarteau (Horn, 24 januari 1917 –  Banjarmasin, 5 december 2012) was een Nederlands geestelijke en bisschop van de Rooms-Katholieke Kerk. Hij was sinds de dood van kardinaal Willebrands in 2006 de op een na oudste bisschop van Nederlandse afkomst en de laatste Nederlander die nog benoemd was door paus Pius XII (†1958).
Demarteau was lid van de congregatie van de Missionarissen van de Heilige Familie en werd op 27 juli 1941 priester gewijd. Hij werkte vervolgens als missionaris te Borneo. Op 6 januari 1954 werd hij benoemd tot apostolisch vicaris van het bisdom Banjarmasin in Zuid-Borneo, en titulair bisschop van Arsinoë in Cypro. Op 5 mei 1954 werd hij tot bisschop gewijd. Van 3 januari 1961 tot 6 juni 1983 was hij bisschop van Banjarmasin op het tegenwoordige eiland Kalimantan. Hij nam onder andere deel aan het Tweede Vaticaans Concilie. 
De Limburger Demarteau is ook na zijn voortijdig emeritaat altijd op Borneo blijven wonen. Hij overleed uiteindelijk op 95-jarige leeftijd.